# 시제루스

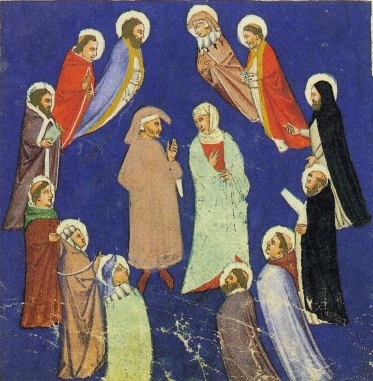

시제루스(Siger of Brabant, 1240년 ~ 1280년대)는 파리의 아베로에스주의자들을 이끈 대표적인 중세의 철학자 중 한명으로 이중진리론을 주장하였다.

## 같이 보기
- 이븐 루시드

## 참고 문헌
- 이상영, 이재승 공저, 법사상사, 한국방송통신대학교출판부, 2005.